# Јабланићи (Калиновик)
Јабланићи су насељено мјесто у општини Калиновик, Република Српска, БиХ. Према попису становништва из 1991. у насељу је живјело 13 становника. Према попису становништва из 2013. мјесто Јабланићи било је ненасељено.

## Географија
Јабланићи се налазе на обали ријеке Неретве у кањону Борач. Надморска висина мјеста је око 850 метара.

## Становништво
Према попису становништва из 1991. године, мјесто је имало 13 становника.
| Националност | 1991.     |
| Муслимани    | 13 (100%) |
| Укупно       |           |

| Демографија | Демографија | Демографија |
| Година      | Становника  | Становника  |
| ----------- | ----------- | ----------- |
| 1961.       | 25          |             |
| 1971.       | 27          |             |
| 1981.       | 25          |             |
| 1991.       | 13          |             |
| 2013.       | 0           |             |